# إنريكي إيشيفيريا
إنريكي إيشيفيريا (بالإسبانية: Enrique Echeverría)‏ هو رسام مكسيكي، ولد في 14 يوليو 1923 في مدينة مكسيكو في المكسيك، وتوفي في 25 نوفمبر 1972 في كويرنافاكا في المكسيك.